# The Eleventh Hour (film)
The Eleventh Hour is een Amerikaanse actiefilm uit 2008 geschreven en geregisseerd door John Lyde. Hij maakte hiermee zijn eerste titel die niet als direct-naar-dvd verscheen in de Verenigde Staten. In Nederland gebeurde dit wel, in april 2009.

## Verhaal
Marinier Michael Adams (Matthew Reese) wordt uitgezonden naar Noord-Korea vanwege het vermoeden dat daar een elftal Japanse burgers gevangen wordt gehouden, ondanks dat Kim Jong-il dit ontkent. Ter plekke ontdekken hij en zijn divisie inderdaad een groep opgesloten Japanners. Hun bevrijding verloopt niet zonder bloedvergieten en Adams zelf raakt verwond achterop. Hij roept nog naar zijn maat Mason Chambers (K. Danor Gerald), maar die hoort hem niet en laat hem achter in de waan dat Adams is gesneuveld. Daarop neemt de naar blijkt verbannen en zelfstandig opererende generaal Kun Chung Lee hem gevangen.
Vijf jaar later zit Adams bij een therapeute in de Verenigde Staten. Kun Chung Lee heeft hem drie jaar vastgehouden en gemarteld en vervolgens zonder een woord van uitleg vrijgelaten. Sinds zijn terugkeer naar Amerika is hij gesloten en praat hij met niemand over zijn ervaringen, ook niet met de therapeute. Die peutert alleen de bekentenis bij hem los dat hij Chambers het gebeurde kwalijk neemt. Dit blijkt precies waar zij op uit was. Na de sessie belt zij Kun op om hem hierover te informeren.
Rachel 'Pace'  (Jennifer Klekas) is officieel nog Adams' echtgenote, maar ze leven al een tijd gescheiden en ze gebruikt bij voorkeur haar meisjesnaam weer. Toen haar man terugkeerde uit Noord-Korea was hij een ander mens. Na een tijd kon ze niet meer tegen zijn geslotenheid en verliet ze hem. Pace is pas overvallen op straat. Daarbij raakte ze haar tas kwijt en liep ze een wond op haar achterhoofd op, die moest worden gehecht. Om haar schedel te laten controleren, gaat ze naar dokter Tony Stone (Nathan White). Hij deelt haar mee dat er op de röntgenfoto's geen complicaties te zien zijn.
Wanneer Adams in zijn auto zit, wordt hij geramd door een busje. De inzittenden stormen eruit, nemen hem gevangen en brengen hem opnieuw voor Kun. Deze vertelt hem dat er die morgen een explosief is geplaatst in het achterhoofd van zijn echtgenote Pace. Dit laat hij ontploffen tenzij Adams binnen acht uur een opdracht voor hem volbrengt. Kun wil dat hij binnen die tijd zijn oude dienstmaat Chambers ombrengt. Die is inmiddels opgeklommen tot senator en staat een strenge anti-Noord-Korea politiek voor. Adams mag absoluut geen contact zoeken met Pace of enige hulpdienst, want anders laat Kun een van zijn handlangers de bom handmatig ontploffen.
Adams rijdt niettemin met een noodgang naar Pace, die een lift heeft aangenomen van dokter Stone en samen met hem in haar huiskamer zit. Hij stormt naar binnen en begint direct op Stone in te beuken. Zijn vermoeden blijkt juist, want de 'dokter' is Kuns handlanger die de ontsteking van de bom in zijn bezit heeft. Adams schakelt hem uit, bemachtigt de ontsteker en zet samen met Pace een vlucht in. Hij gaat op zoek naar Chambers om met hem te praten over de gebeurtenissen. Kuns mensen hebben er niettemin voor gezorgd dat Chambers' veiligheidpersoneel 'weet' dat er iemand een moordaanslag op hun baas wil plegen. Ze weten dan ook dat het om Adams gaat. Tijdens zijn therapiesessies is zijn stem opgenomen en zijn zijn woorden zodanig versleuteld dat hij Chambers lijkt te bedreigen. Deze opname hebben ze naar de senator gestuurd. Hoewel die ernstig betwijfelt dat Adams hem iets aan wil doen, stuurt zijn beveiliger Peter Billings (Peter Billings) op eigen initiatief een groep huurlingen op Adams af om hem uit te schakelen. Terwijl de tijd loopt, heeft Pace ook nog steeds een bom in haar hoofd. Bovendien blijken er op allerlei plaatsen mensen undercover voor Kun te werken die gebeurtenissen manipuleren.

## Rolverdeling
- Sarah Bell - Leslie Mills
- Joel Bishop - Agent Cochran
- Paul D. Hunt - Agent Wright
- James Jamison - Detective Weathersby
- David Kranig - Larry Stewart
- Michelle Money - Sharon Wilson
- Sam Murphy - Derek Kenin
- Rosemberg Salgado - Det. Silberman
- Nathan White - Dr. Stone